# Hirmoneura maculipennis
Hirmoneura maculipennis är en tvåvingeart som beskrevs av Macquart 1850. Hirmoneura maculipennis ingår i släktet Hirmoneura och familjen Nemestrinidae. Inga underarter finns listade i Catalogue of Life.